# Laps
Laps ist eine französische Gemeinde mit 597 Einwohnern (Stand: 1. Januar 2022) im Département Puy-de-Dôme in der Region Auvergne-Rhône-Alpes (vor 2016 Auvergne). Sie gehört zum Arrondissement Clermont-Ferrand und zum Kanton Vic-le-Comte.

## Geographie
Laps liegt etwa 18 Kilometer südöstlich von Clermont-Ferrand. Umgeben wird Laps von den Nachbargemeinden Busséol im Norden, Saint-Julien-de-Coppel im Osten, Sallèdes im Südosten, Pignols im Süden, Vic-le-Comte im Südwesten sowie Saint-Maurice im Westen.

## Bevölkerungsentwicklung
| Jahr                       | 1962 | 1968 | 1975 | 1982 | 1990 | 1999 | 2006 | 2013 |
| Einwohner                  | 231  | 298  | 298  | 355  | 428  | 497  | 537  | 569  |
| Quellen: Cassini und INSEE |      |      |      |      |      |      |      |      |